# Tremble Kids
Die Tremble Kids sind eine 1951 gegründete Schweizer Dixieland-Combo aus Zürich, die ab der zweiten Hälfte der 1950er Jahre viel in Europa tourten und bis in die späten 1990er Jahre immer wieder zusammenkamen. Gegründet als Amateurband war die Band rasch erfolgreich (im März 1953 begleiteten sie Lil Armstrong in Basel). Die Tremble Kids wechselten 1955 anlässlich längerer Deutschland-Gastspiele ins Profilager.

## Personelle Zusammensetzung
Gründer ist der Klarinettist Werner «Wieni» Keller (der bis 1961 als Bandleader fungierte); feste Bandmitglieder waren bei der Gründung 1950 in Zürich Eddy Jegge (Trompete) und Erwin Meierhofer (Schlagzeug). Weitere zeitweilige Mitglieder waren Walter Leibundgut (Posaune, Gesang), Henri Chaix (Klavier, ab 1959, danach sporadisch und fest ab 1976), Oscar Klein (Trompete, 1958 bis Ende 1959, als er zur Dutch Swing College Band wechselte), Peter Schmidli (Gitarre), Charly Antolini (Schlagzeug) (zum Beispiel April 1957 in Köln), Isla Eckinger (Bass, Posaune), Rolf Cizmek (Bass, 1954 bis 1961), Peter Giger (Schlagzeug, ab 1958), Vincenz Kummer (Bass), Peter Lange (Trompete), Raymond Droz (Posaune).

## Stilistik
Die Band spielte nach eigenem Anspruch zunächst im Chicago-Stil im Sinne von Eddie Condon. Nachdem die Tremble Kids zunächst als Septett mit Tuba und Banjo gespielt hatten, orientierten sie sich ab 1954 an Louis Armstrongs Allstars, bei welchem die traditionelle Sextettformation um einen themaprofilierten Startrompeter kreiste. Trompeter Edi Jegge, der stilistisch sowohl von Armstrong als auch von Bobby Hackett beeinflusst war, wurde dabei von Klarinettist Werner Wieni Keller und vor allem von Posaunist Walter Leibundgut unterstützt.

## Aufnahmen
Erste Aufnahmen existieren von ihnen von Mai 1956 in Frankfurt (mit Keller, Leibundgut, Czimek, Erwin Meierhofer dr, Gerhard Haldimann p, Eddy Jegge Trompete), wo sie fünf Monate im Jazzclub New Orleans spielten. 